# تيري غان
تيري غان (27 سبتمبر 1935 في المملكة المتحدة - 16 أبريل 2021) (بالإنجليزية: Terry Gunn)‏ هو لاعب كريكت بريطاني. لعب مع نادي مقاطعة ساسكس للكركيت ‏.

## وصلات خارجية
- تيري غان على موقع إي آس بي آن كريك إنفو (الإنجليزية)